# ベンズアルデヒドデヒドロゲナーゼ (NADP+)
ベンズアルデヒドデヒドロゲナーゼ (NADP+)（benzaldehyde dehydrogenase (NADP+)）は、ヒドロキシル化経由安息香酸分解、トルエン/キシレン分解酵素の一つで、次の化学反応を触媒する酸化還元酵素である。
ベンズアルデヒド + NADP+ + H2O {\displaystyle \rightleftharpoons } 安息香酸 + NADPH + 2 H+
反応式の通り、この酵素の基質はベンズアルデヒドとNADP+と水、生成物は安息香酸とNADPHとH+である。
組織名はbenzaldehyde:NADP+ oxidoreductaseで、別名にNADP+-linked benzaldehyde dehydrogenase, benzaldehyde dehydrogenase (NADP+)がある。